# Myrmecotypus fuliginosus
Myrmecotypus fuliginosus là một loài nhện trong họ Corinnidae.
Loài này thuộc chi Myrmecotypus. Myrmecotypus fuliginosus được Octavius Pickard-Cambridge miêu tả năm 1894.